# Représentations diplomatiques au Kosovo

Représentations diplomatiques au Kosovo
Kosovo
Pays avec une ambassade au Kosovo
Pays avec une autre représentation diplomatique ou accrédité au Kosovo

Le Kosovo est reconnu par 97 États membres de l'ONU, ainsi que par la République de Chine (Taïwan), l'ordre souverain de Malte, les Îles Cook et Niue; 21 d'entre eux ont ouvert des ambassades à Pristina. D'autres États ont conservé des bureaux de représentation.

## Ambassades

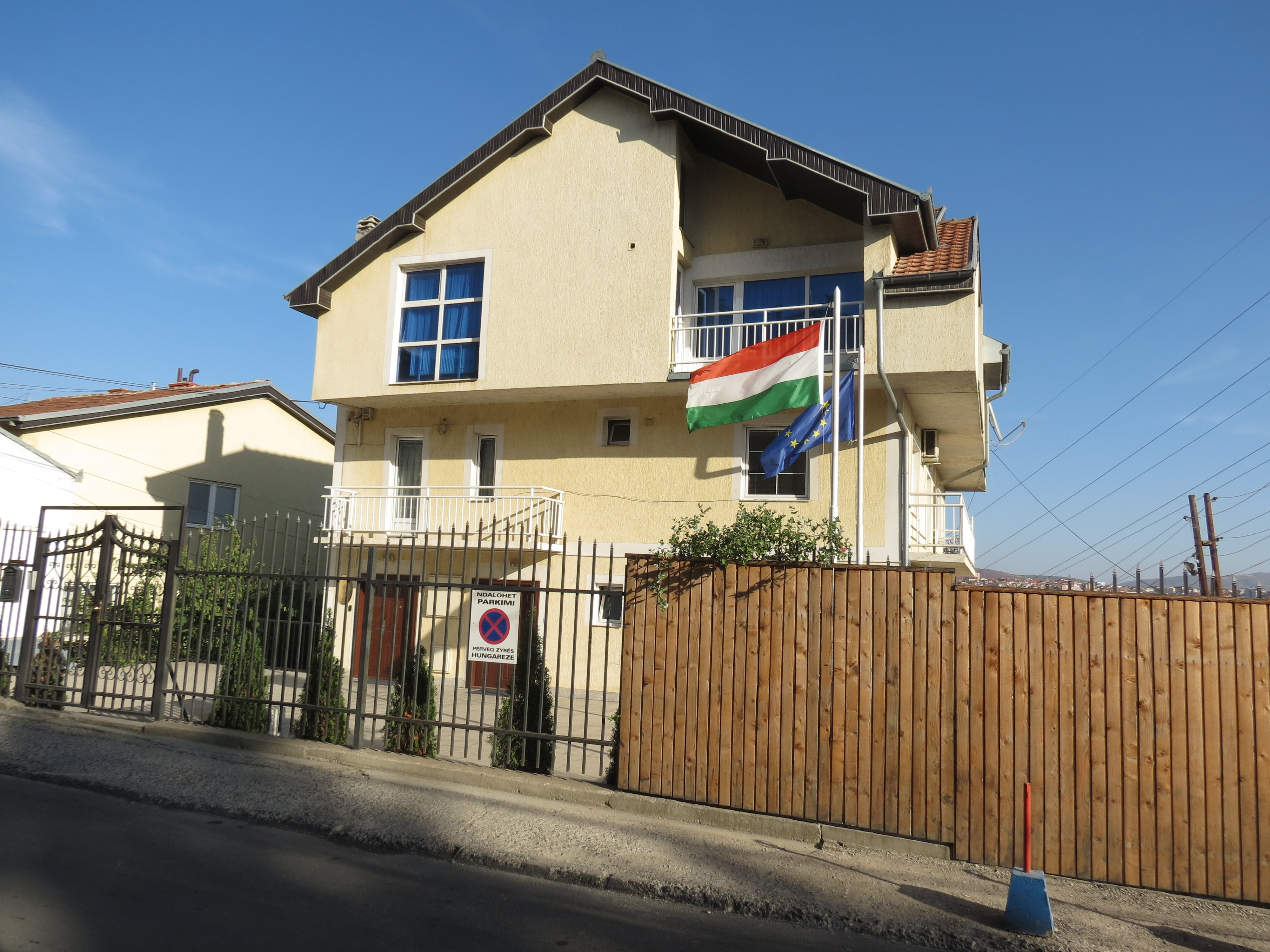
Ambassade de Hongrie à Pristina

Pristina
| - Albanie - Allemagne - Autriche - Bulgarie - Croatie - États-Unis - Finlande - France - Hongrie - Italie - Japon | - Luxembourg - Macédoine du Nord - Monténégro - Norvège - Pays-Bas - Tchéquie - Royaume-Uni - Slovénie - Suède - Suisse - Turquie |

## Ouverture d'ambassades
| - Liberia (Ouverture de l'ambassade à venir) |

## Bureaux de liaison
Pristina
| - Belgique - Chine - Danemark - Grèce - Japon | - Pakistan - Roumanie - Russie - Slovaquie - Union européenne |

## Consulat général
Prizren
- Turquie[2]

## Ambassades accréditées non résidentes
| - Afghanistan (Sofia) - Arabie saoudite (Tirana) - Australie (Vienne) - Canada (Zagreb) - Colombie (Vienne) - Danemark (Vienne) - Émirats arabes unis (Podgorica) - Estonie (Vienne) - Honduras (Bruxelles), - Irlande (Budapest) - Japon (Vienne) | - Koweït (Tirana) - Lettonie (Prague) - Malaisie (Rome) - Malte (La Vallette) - Mauritanie (Rome) - Pakistan (Ankara) - Panama (La Haye) - Pologne (Skopje) - Portugal (Budapest) - Qatar (Tirana) - Saint-Marin (Saint-Marin) |